# إسحاق بن علي
إسحاق بن علي بن يوسف (المتوفي في 541هـ/1147م) الأمير الثامن والأخير لدولة المرابطين، بعد أن خلع ابن أخيه إبراهيم بن تاشفين.

## حياته
كان أول ذكر لإسحاق بن علي، حينما عزم أبوه علي بن يوسف بن تاشفين مبايعته وليًا للعهد سنة 536هـ/1142م بدلاً من أخيه تاشفين بن علي بعد فشل تاشفين في عدة مواجهات أمام الموحدين، لكنه توفي بعد أشهر دون أن يتم ذلك.
وبعد وفاة تاشفين بن علي في رمضان 539هـ/يناير 1145م، ومبايعة ابن أخيه إبراهيم بن تاشفين ابن الأربعة عشر عامًا، رفض إسحاق مبايعته، ونادى لنفسه بالإمارة، فانقسم شيوخ لمتونة في مراكش، واقتتل الطرفان، وانتهى الأمر بخلع إبراهيم بن تاشفين، وتولية إسحاق بن علي. وقتئذ، كان جيش عبد المؤمن بن علي زعيم الموحدين يقترب من فاس.
وصل جيش الموحدين مراكش في غرة المحرم 541هـ/12 يونيو 1146م، وضربوا عليها حصارًا، وطال الحصار لأكثر من تسعة أشهر حتى استطاع الموحدون اقتحام المدينة في 18 شوال 541هـ/22 مارس 1147م، فلجأ إسحاق بن علي مع جماعة إلى قلعة «قصر الحجر» في المدينة. لكنهم لم يصمدوا طويلاً حتى قبضوا عليهم، وحملوهم إلى عبد المؤمن بن علي، وما لبث أن قُتل إسحاق ومن معه.

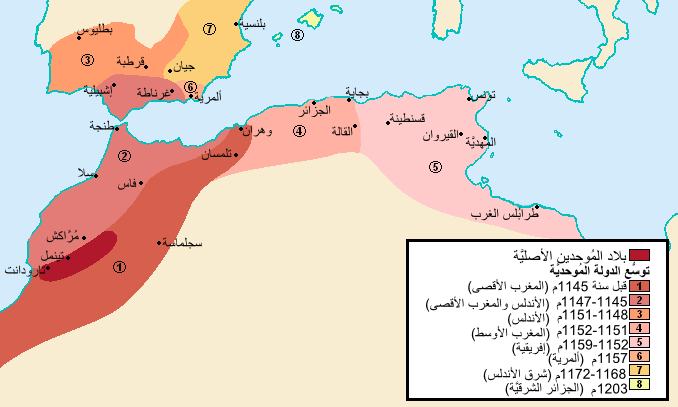
سقوط الدولة المرابطية